# São Gens
São Gens is een plaats (freguesia) in de Portugese gemeente Fafe en telt 1888 inwoners (2001).

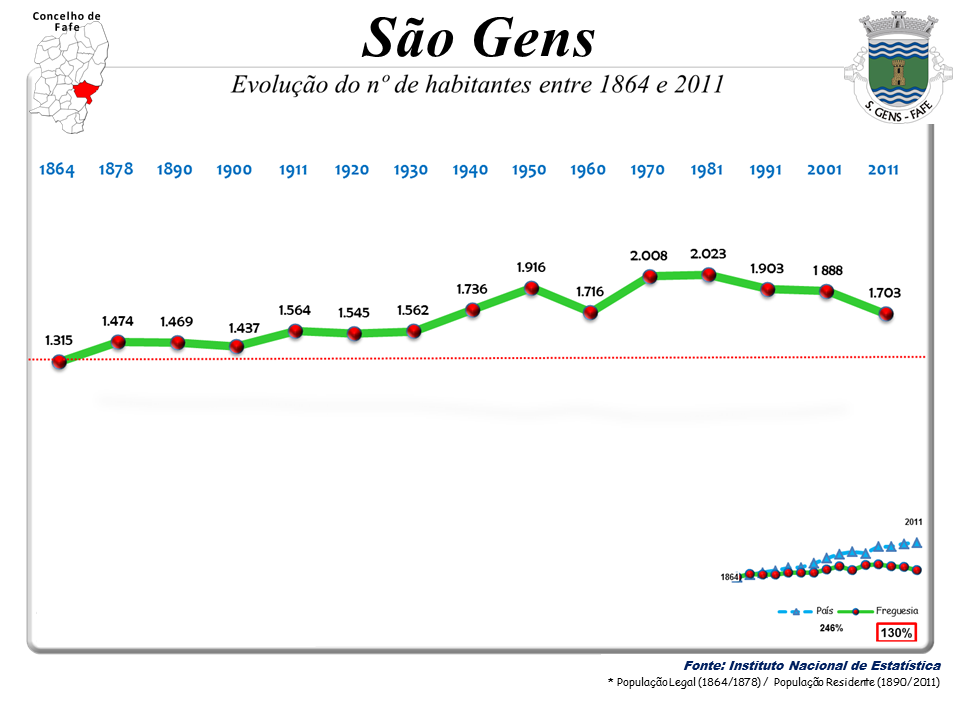
Bevolkingsontwikkeling tussen 1864 en 2011